# Jean-Claude Merlin
Jean-Claude Merlin (Le Creusot, 3 settembre 1954) è un astronomo francese.
È stato uno dei fondatori della Société Astronomique de Bourgogne (Società astronomica di Borgogna) e suo presidente tra il 1975 e il 1978.
Tra il 1992 e il 1995 è stato il direttore delle pubblicazioni della Société astronomique de France (Società astronomica di Francia).
Il Minor Planet Center gli accredita la scoperta di settantacinque asteroidi, effettuate tra il 1997 e il 2013.
Gli è stato dedicato l'asteroide 57658 Nilrem, dal nome di Merlin scritto da destra a sinistra.
Dalla Società astronomica di Francia ha i ricevuto i premi Marcel Moye, Dorothea Klumpke - Isaac Roberts e Georges Bidault de L'Isle.

## Asteroidi scoperti
| 10233 Le Creusot       | 5 dicembre 1997   |
| 15042 Anndavgui        | 14 dicembre 1998  |
| 25625 Verdenet         | 5 gennaio 2000    |
| 37044 Papymarcel       | 27 ottobre 2000   |
| 67979 Michelory        | 4 dicembre 2000   |
| 88795 Morvan           | 20 settembre 2001 |
| 98494 Marsupilami      | 27 ottobre 2000   |
| 99262 Bleustein        | 20 luglio 2001    |
| 110393 Rammstein       | 11 ottobre 2001   |
| 125592 Buthiers        | 15 dicembre 2001  |
| 125718 Jemasalomon     | 15 dicembre 2001  |
| 135268 Haigneré        | 20 settembre 2001 |
| 155142 Tenagra         | 26 ottobre 2005   |
| 157747 Mandryka        | 2 febbraio 2006   |
| 158222 Manicolas       | 20 settembre 2001 |
| 172850 Coppens         | 3 marzo 2005      |
| 181279 Iapyx           | 22 gennaio 2006   |
| 181627 Philgeluck      | 8 dicembre 2006   |
| 184275 Laffra          | 6 gennaio 2005    |
| 184878 Gotlib          | 26 ottobre 2005   |
| 198993 Époigny         | 20 novembre 2005  |
| 205424 Bibracte        | 13 aprile 2001    |
| 221230 Sanaloria       | 30 ottobre 2005   |
| 221465 Rapa Nui        | 28 gennaio 2006   |
| 224592 Carnac          | 22 dicembre 2005  |
| 224617 Micromégas      | 22 dicembre 2005  |
| 227641 Nothomb         | 28 gennaio 2006   |
| 227767 Enkibilal       | 20 ottobre 2006   |
| 229631 Cluny           | 4 marzo 2006      |
| 231307 Peterfalk       | 28 gennaio 2006   |
| 233383 Assisneto       | 4 marzo 2006      |
| 236463 Bretécher       | 18 marzo 2006     |
| 243285 Fauvaud         | 11 febbraio 2008  |
| 250840 Motörhead       | 30 ottobre 2005   |
| 255308 Christianzuber  | 20 novembre 2005  |
| 260508 Alagna          | 3 marzo 2005      |
| 261690 Jodorowsky      | 24 dicembre 2005  |
| 262876 Davidlynch      | 21 gennaio 2007   |
| 266854 Sezenaksu       | 24 ottobre 2009   |
| 274213 Satriani        | 5 maggio 2008     |
| 278197 Touvron         | 9 marzo 2007      |
| 291325 de Tyard        | 29 gennaio 2006   |
| 292991 Lyonne          | 17 novembre 2006  |
| 293499 Wolinski        | 14 aprile 2007    |
| 308197 Satrapi         | 3 marzo 2005      |
| 320880 Cabu            | 11 aprile 2008    |
| 332183 Jaroussky       | 28 gennaio 2006   |
| 348034 Deslorieux      | 24 ottobre 2003   |
| 348383 Petibon         | 2 aprile 2005     |
| 361450 Houellebecq     | 21 gennaio 2007   |
| 362316 Dogora          | 15 novembre 2009  |
| 369423 Quintegr'al     | 28 gennaio 2006   |
| 371220 Angers          | 22 gennaio 2006   |
| 374354 Pesquet         | 30 ottobre 2005   |
| 375007 Buxy            | 14 aprile 2007    |
| 375176 Béziau          | 28 febbraio 2008  |
| 388370 Paulblu         | 20 ottobre 2006   |
| 419435 Tiramisu        | 14 febbraio 2010  |
| 423645 Quénisset       | 22 dicembre 2005  |
| 434678 Curlin          | 22 gennaio 2006   |
| 440670 Bécassine       | 22 dicembre 2005  |
| 475080 Jarry           | 26 ottobre 2005   |
| 490628 Chassigny       | 24 gennaio 2010   |
| 547666 Morgon          | 3 marzo 2005      |
| 548032 Ensisheim       | 17 gennaio 2010   |
| 552385 Rochechouart    | 25 dicembre 2013  |
| 555955 Lurçat          | 20 novembre 2005  |
| 569484 Irisdement      | 26 ottobre 2005   |
| 570814 Nauru           | 18 novembre 2006  |
| 578202 Philippetalbot  | 25 dicembre 2013  |
| 588108 Boteropop       | 8 maggio 2007     |
| 596543 Ubu             | 6 novembre 2005   |
| 624448 Gennadiyborisov | 30 dicembre 2013  |
| 648709 Angissimo       | 24 gennaio 2010   |